# Pentodon
Pentodon es un género con dos especies de plantas fanerógamas perteneciente a la familia de las rubiáceas.
Es nativa de África tropical, Arabia, Océano Índico y naturalizado en América.

## Taxonomía
Pentodon fue descrita por Christian Ferdinand Friedrich Hochstetter y publicado en Flora 27(32): 552, en el año 1844. La especie tipo es: Pentodon decumbens Hochst., ahora una sinonimia de Pentodon pentandrus var. minor Bremek.

## Especies
- Pentodon laurentioides Chiov. (1929).
- Pentodon pentandrus (Schumach. & Thonn.) Vatke (1875).